# Lebrunia danae
Lebrunia danae is een zeeanemonensoort uit de familie Aliciidae.
Lebrunia danae is voor het eerst wetenschappelijk beschreven door Duchassaing & Michelotti in 1860.